# Stonekeep
Stonekeep – komputerowa gra fabularna wydana w 1995 roku przez Interplay Entertainment na platformy MS-DOS i Microsoft Windows. Przy produkcji gry pracowało dwustu ludzi przez pięć lat, co spowodowało, że budżet projektu wyniósł prawie 5 milionów dolarów.

## Opis
Młody Drake jest świadkiem zniszczenia rodzinnego zamku Stonekeep. Dziesięć lat później powraca, aby znaleźć przyczynę tego co się stało i powstrzymać siły złego boga Khull-Khuum`a.